# Alessandro Trotta
Alessandro Trotta (Roma, ...) è un attore, ex pugile ed ex giocatore di football americano italiano.

## Biografia
Inizia a recitare in teatro con l'Accademia Sharoff a Roma e frequenta i corsi di recitazione del Lee Strasberg Theatre and Film Institute a New York. Debutta sul piccolo schermo nel 2000 prendendo parte ad alcuni episodi delle serie Prigioniere del cuore ed Il commissario entrambe dirette da Alessandro Capone, nel 2001 recita nella serie televisiva Conoscenza carnale diretta da Antonio Di Domenico.
Sempre nello stesso anno avviene un'importante svolta nella sua carriera venendo scelto dal regista Renato De Maria per la prima stagione di Distretto di Polizia interpretando il ruolo di Adriano un ragazzo gay compagno dell'agente Benvenuto interpretato da Simone Corrente, rimanendo nel cast fino alla terza stagione. Alternandosi nel frattempo nel grande schermo interpretando il ruolo di un poliziotto della questura di Palermo nel film La meglio gioventù diretto da Marco Tullio Giordana. Terminata l'esperienza con Distretto nel 2004 compare in un episodio della terza serie di Carabinieri per la regia di Raffaele Mertes e nel 2005 prende parte ad alcuni episodi della terza serie di Sospetti diretto da Luigi Perelli.
Dal 2006 recita in numerosi spettacoli teatrali, dal 2010 alternandosi con il teatro ritorna davanti alla macchina da presa, recitando nel film corto Ultimo round diretto da Andrea Pirazzi per il quale scrive anche la sceneggiatura, nel 2011 e 2012 prende parte ai rispettivi cortometraggi Il coraggio diretto Sebastiano Riso ed in Quel pomeriggio di un giorno da attore per la regia di Renato Marotta scrivendo anche la sceneggiatura.
Nel corso degli anni continua a recitare in numerosi spettacoli teatrali, nel 2018 invece a distanza di sei anni dalla precedente esperienza cinematografica ritorna nel piccolo schermo interpretando il ruolo di Andrea nel film Red Land (Rosso Istria).

### Esperienze sportive
Prima di intraprendere la carriera di attore è stato un pugile dilettante. Dal 2006 incomincia a giocare come quarterback nei Gladiatori Roma.

## Filmografia parziale

### Cinema
- Uomini senza donne, regia di Angelo Longoni (1996)
- La meglio gioventù - regia di Marco Tullio Giordana (2003)
- Red Land (Rosso Istria) - regia di Maximiliano Hernando Bruno (2018)

### Televisione
- Conoscenza carnale - regia di Antonio Di Domenico (1997)
- Prigioniere del cuore - regia di Alessandro Capone (2000)
- Don Matteo - regia di Enrico Oldoini (2000)
- Distretto di Polizia - regia di Renato De Maria, episodi 1x15, 1x18 e 1x22 (2000)
- Distretto di Polizia 2 - regia di Antonello Grimaldi, 4 episodi (2001)
- Per amore per vendetta - regia di Mario Caiano (2001)
- Distretto di Polizia 3 - regia di Monica Vullo, 10 episodi (2002)
- Il commissario - regia di Alessandro Capone (2002)
- Carabinieri 3 - regia di Raffaele Mertes (2004)
- Sospetti 3 - regia di Luigi Perelli (2005)

### Cortometraggi
- Burn - regia di Andrea Pirazzi (1998)
- Ultimo round - regia di Andrea Pirazzi (2010)
- Il coraggio - regia di Sebastiano Riso (2011)
- Quel pomeriggio di un giorno da attore - regia di Renato Marotta (2012)

### Sceneggiatore
- Ultimo round - regia di Andrea Pirazzi (2010)
- Quel pomeriggio di un giorno da attore - regia di Renato Marotta (2012)

## Teatro
- Morte di un commesso viaggiatore  di Arthur Miller - regia di Scilla Brini (1996)
- Ricorda con rabbia  di John Osborne - regia di Elwira Romanczuk (1996)
- La morsa  di Luigi Pirandello - regia di Silvano Tranquilli (1996)
- Visita di condoglianze di Achille Campanile - regia di Sergio Ammirata (1997)
- Omaggio a Franz Kafka di Fabrizio Ansaldo - regia di Luigi Rendine (1997)
- Scarafaggi  di Fabrizio Ansaldo - regia di Luigi Rendine
- Il povero Piero  di Achille Campanile - regia di Sergio Ammirata
- Gerusalemme liberata  di Torquato Tasso - regia di Roberto De Robertis (1998)
- Nodo alla gola  di Patrick Hamilton e Alfred Hitchcock - regia di Luigi Rendine (1998)
- Novecento  di Alessandro Baricco - regia di Elwira Romanczuk (1999)
- Laudomia un piano per sera di F. Molè - regia di L. Passalacqua (1999)
- Lo zoo di vetro di T. Williams - regia di Nancy Collins (2000)
- L'ora dei lupi  di Riccardo De Torrebruna - regia di Riccardo De Torrebruna
- Le ultime ore di Henry Moss  di Sam Shepard - regia di Enrico Maria Lamanna
- Broadway. Oltre la ribalta di Salvatore Di Masi e Alessandro Trotta - regia di Salvatore Di Masi (2017)
- Disturbo della quiete pubblica di Riccardo de Torrebruna - regia di Riccardo de Torrebruna (2018)